# Slepčević
Slepčević (cyr. Слепчевић) – wieś w Serbii, w okręgu maczwańskim, w mieście Šabac. W 2011 roku liczyła 1521 mieszkańców.